# Cvetko Slavov
Cvetko Slavov (en bulgare : Цветко Русков Славов), né le 28 mars 1934, à Sofia, en Bulgarie, est un ancien joueur bulgare de basket-ball.

## Palmarès
- 3e du championnat d'Europe 1961